# Christmas (álbum de Rebecca St. James)
Christmas é o quarto álbum de estúdio da cantora Rebecca St. James, lançado a 7 de Outubro de 1997.
| Críticas profissionais                                                      | Críticas profissionais |
| Avaliações da crítica                                                       | Avaliações da crítica  |
| Fonte                                                                       | Avaliação              |
| --------------------------------------------------------------------------- | ---------------------- |
| Allmusic                                                                    | [ 1 ]                  |
| Jesus Freak Hideout                                                         | [ 2 ]                  |
| Esta tabela precisa de ser acompanhada por texto em prosa. Consulte o guia. |                        |

## Faixas
1. "Sweet Little Jesus Boy" – 3:56
2. "Happy Christmas" – 3:40
3. "O Come Emmanuel" – 5:20
4. "One Small Child" – 3:25
5. "Silent Night" – 5:50
6. "O Holy Night" – 4:55
7. "What Child Is This" – 4:25
8. "Jesu' Joy Of Man's Desiring" – 3:47
9. "O Come All Ye Faithful" – 4:35
10. "A Cradle Prayer" – 3:24

## Tabelas
Álbum
| Tabela (1997)              | Posição |
| -------------------------- | ------- |
| Heatseekers                | 12      |
| Top Contemporary Christian | 14      |